# João Ratão
João Ratão é um filme português do género drama, realizado por Jorge Brum do Canto, com base na opereta homónima de Ernesto Rodrigues, Félix Bermudes e João Bastos e protagonizado por Óscar de Lemos, Maria Domingas e António Silva. Estreou-se em Portugal a 29 de abril de 1940 e no Brasil a 24 de janeiro de 1942.

## Elenco
- Óscar de Lemos como João Ratão
- Maria Domingas como Vitória
- António Silva como Teotónio
- Manuel Santos Carvalho como Manuel da loja
- Teresa Cazal como Manuela
- Aida Ultz como Mlle Frou-Frou
- Álvaro de Almeida como Diogo
- António Maia como tenente Resende
- Armando Chagas
- Artur Rodrigues como Zé Maria
- Costinha como Bonifácio
- Daniel Martins
- Emília de Oliveira
- Fernanda de Sousa como Helena
- Fernando Garcia como madeireiro
- Filomena Lima como dona Carolina
- João Tavares como madeireiro
- Jorge Gentil como Fabião
- José Alves como cabo da Guarda Nacional Republicana
- José Malveira como Sô Puxa
- Maria Emília Villas como mãe Rosa
- Perdigão Queiroga como Zé Pinheiro
- Rafael Marques como ensaiador da banda
- Silva Araújo como senhor António